# 弦楽四重奏曲第16番 (モーツァルト)
弦楽四重奏曲第16番 変ホ長調 K. 428 (421b) は、ヴォルフガング・アマデウス・モーツァルトが1783年に作曲した弦楽四重奏曲であり、フランツ・ヨーゼフ・ハイドンに捧げられた全6曲ある『ハイドン・セット』のうちの3曲目である。

## 概要
本作は、モーツァルトが自作の作品目録を作る前に書かれたものであるため正確な完成時期はわかっていないが、前作の第15番（K. 421）とほぼ同時期の1783年の6月から7月にかけて作曲されたと考えられている。
『ハイドン・セット』の中では3番目に完成した（ただし、アラン・タイソンによる用紙研究では第15番よりも前に作曲されたと推測されている）作品であるが、自筆譜とケッヘルによる初版の作品全集では第4番と表記されており、これを踏まえて新モーツァルト全集でも3曲目に第17番『狩』（K. 458）を置き、本作を4曲目に配置している。

## 曲の構成
全4楽章、演奏時間約25～28分。
- 第1楽章 アレグロ・ノン・トロッポ
変ホ長調、2分の2拍子（アラ・ブレーヴェ）、ソナタ形式。
- 第2楽章 アンダンテ・コン・モート
変イ長調、8分の6拍子、ソナタ形式。
- 第3楽章 メヌエット：アレグレット - トリオ
変ホ長調、4分の3拍子。
- 第4楽章 アレグロ・ヴィヴァーチェ
変ホ長調、4分の2拍子、ロンド風ソナタ形式。